# 컴프리
컴프리(comfrey)는 지치과의 여러해살이풀이다. 유럽 원산으로 심어 기른다.
컴프리는 밭에서 나는 우유, 채소중의 채소로 불릴 만큼 영양성분이 풍부해 미용, 건강식품으로 최고의 명성을 자랑한다.

## 생태
높이 60-90cm이다. 전체에 흰 털이 있다. 잎은 어긋나며, 난상 피침형. 뿌리에서 나는 잎에는 잎자루가 있고, 줄기의 윗 잎은 잎몸과 잎자루가 구별되지 않고, 잎이 줄기에 연결되어 줄기에 지느러미가 달린 것같이 보인다. 꽃은 6~7월에 피는데 종 모양이고, 엷은 붉은색이거나 자주색이다. 화축은 1-2회 2개씩 갈라지고, 화서의 끝이 말린다. 화관이 얕게 5갈래로 갈라지고, 수술은 5개이며, 열매는 4개의 소견과로 난형이다.

## 쓰임새
한방에서는 잎과 뿌리를 감부리라 하며, 건위,소화기능 부진, 위산과다, 위궤양, 빈혈, 종기, 악창, 피부염에 처방한다.

## 논란
‘컴프리(comfrey) 현상’이 있다. 비타민 B12가 풍부한 채소류인 컴프리는 빈혈, 소화, 위장질환, 피부염, 화상, 타박상, 관절염, 근육염 등에 좋은 것으로 알려졌다. 한때 우리나라에서도 간질환에 좋다는 근거 없는 소문을 타고 폭발적인 인기를 끌었다. 그러나 컴프리에 함유된 피롤리지딘 알칼로이드(pyrrolizidine alkaloids)라는 독성 물질이 세포 내 DNA에 작용해 유전체 구조에 이상을 일으키고 간암을 유발할 수 있으며, 독성이 체내에 축적된다는 연구 결과가 보고되었다. 이에 따라 미국 FDA와 우리나라 식약청은 2001년 컴프리를 재료로 제조한 식품의 수입과 사용을 전면 금지했다.
백승운 삼성서울병원 소화기내과 교수는 “의대 교과서에 실릴 정도로 컴프리에는 간 독성 물질이 들어 있다. 간의 정맥폐쇄질환을 일으키므로 서양에서는 재배조차 금지되고 있지만, 우리나라에서는 간염 치료제로 둔갑하기도 했다”라고 말했다.

## 사진

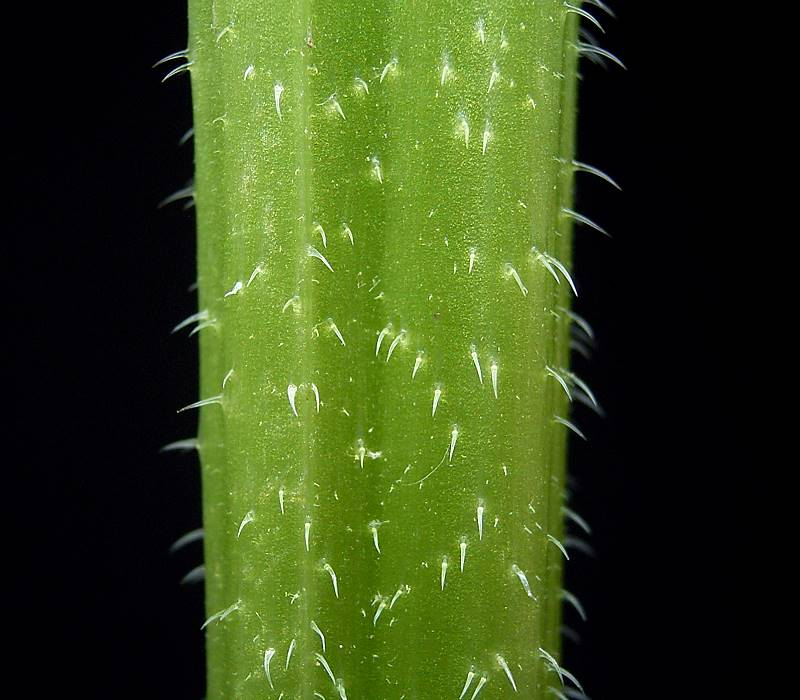
줄기
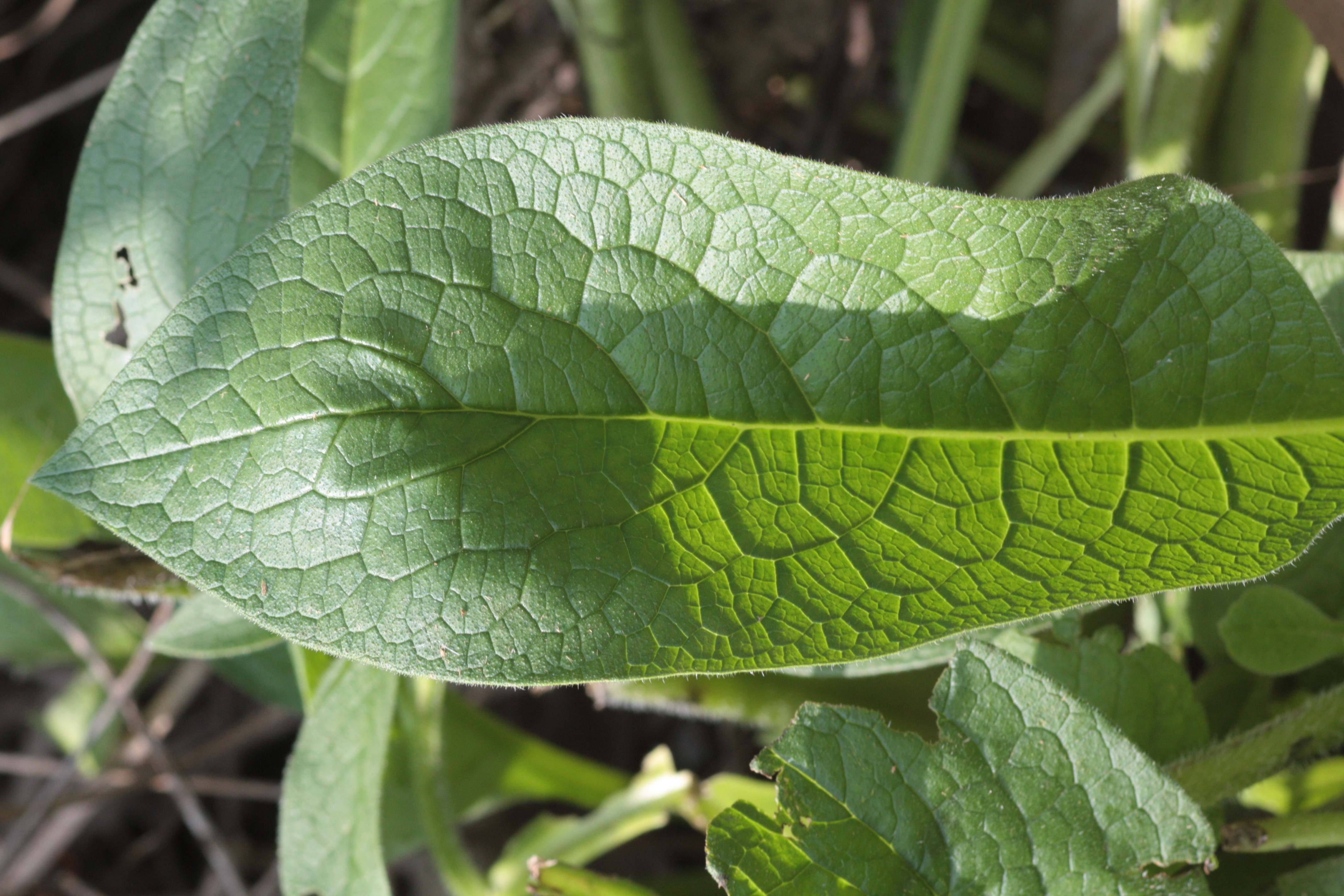
잎
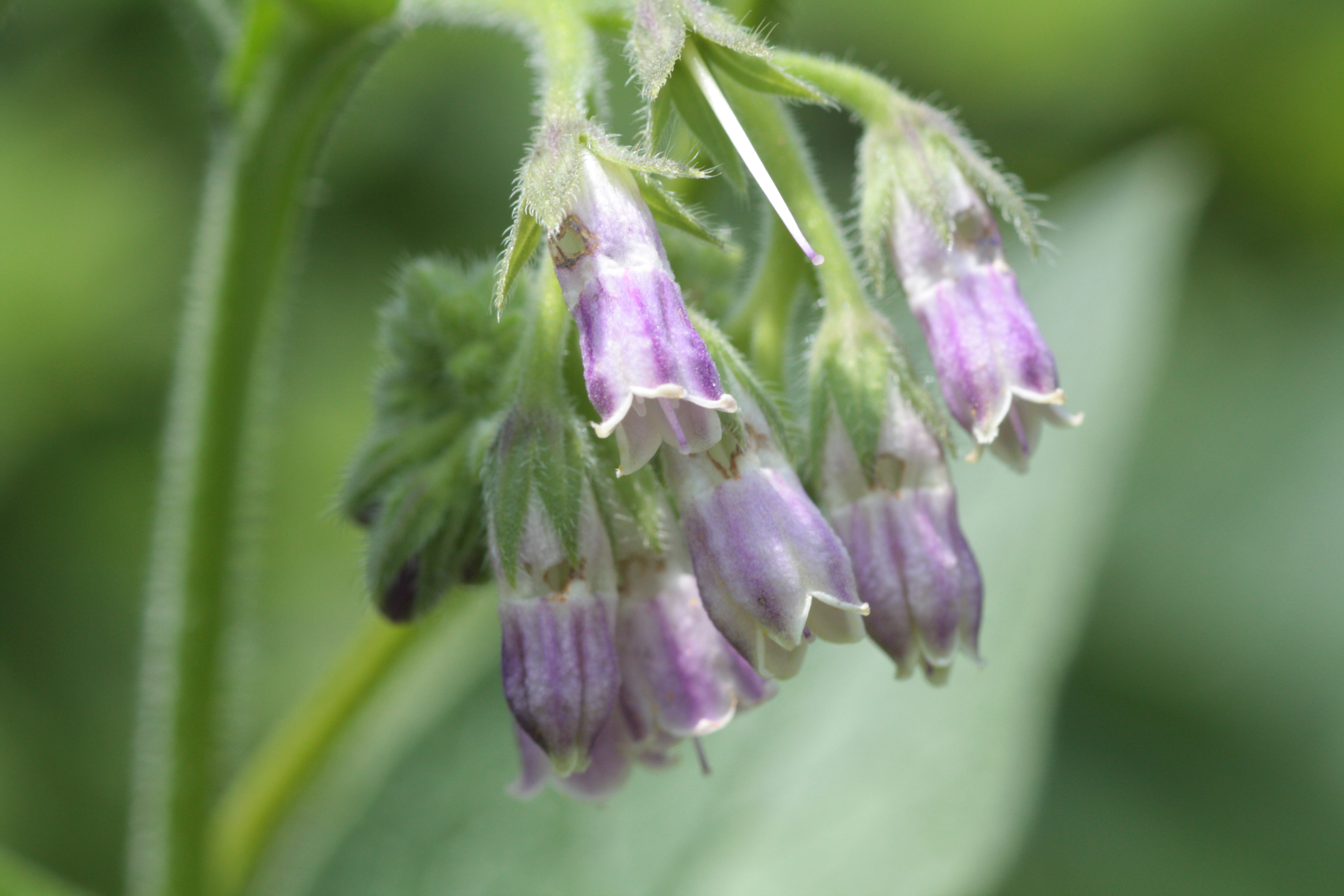
꽃